# Żmijowisko (serial telewizyjny)
Żmijowisko – polski serial kryminalny z 2019 roku w reżyserii Łukasza Palkowskiego. Serial został wyprodukowany przez  Canal+ i studio Aurum Film na podstawie powieści pt. Żmijowisko Wojciecha Chmielarza.

## Plenery
Serial kręcony był w Warszawie oraz w Orzynach, w powiecie szczycieńskim.

## Fabuła
Grupa przyjaciół wyjeżdża do letniska „Żmijowisko”. Podczas zabawy zakrapianej alkoholem znika 15-letnia dziewczyna.

## Obsada
- Paweł Domagała – Arek Duszyński
- Agnieszka Żulewska – Kamila Duszyńska, żona Arka
- Hanna Koczewska – Ada Duszyńska, córka Kamili i Arka
- Davina Reeves-Ciara – Adaoma
- Piotr Stramowski – Robert
- Cezary Pazura – Kajetan Rybak, ojciec Sabiny
- Kamila Urzędowska – Sabina Rybak
- Wojciech Zieliński – Krzysztof Trypa, mąż Joanny
- Marta Malikowska – Joanna Trypa
- Stanisław Cywka – Damian, syn Joanny i Krzysztofa
- Joachim Lamża – Szuwarski „Szuwar”, ojciec Joanny
- Małgorzata Klara – Michalina